# Peter René Lüdicke

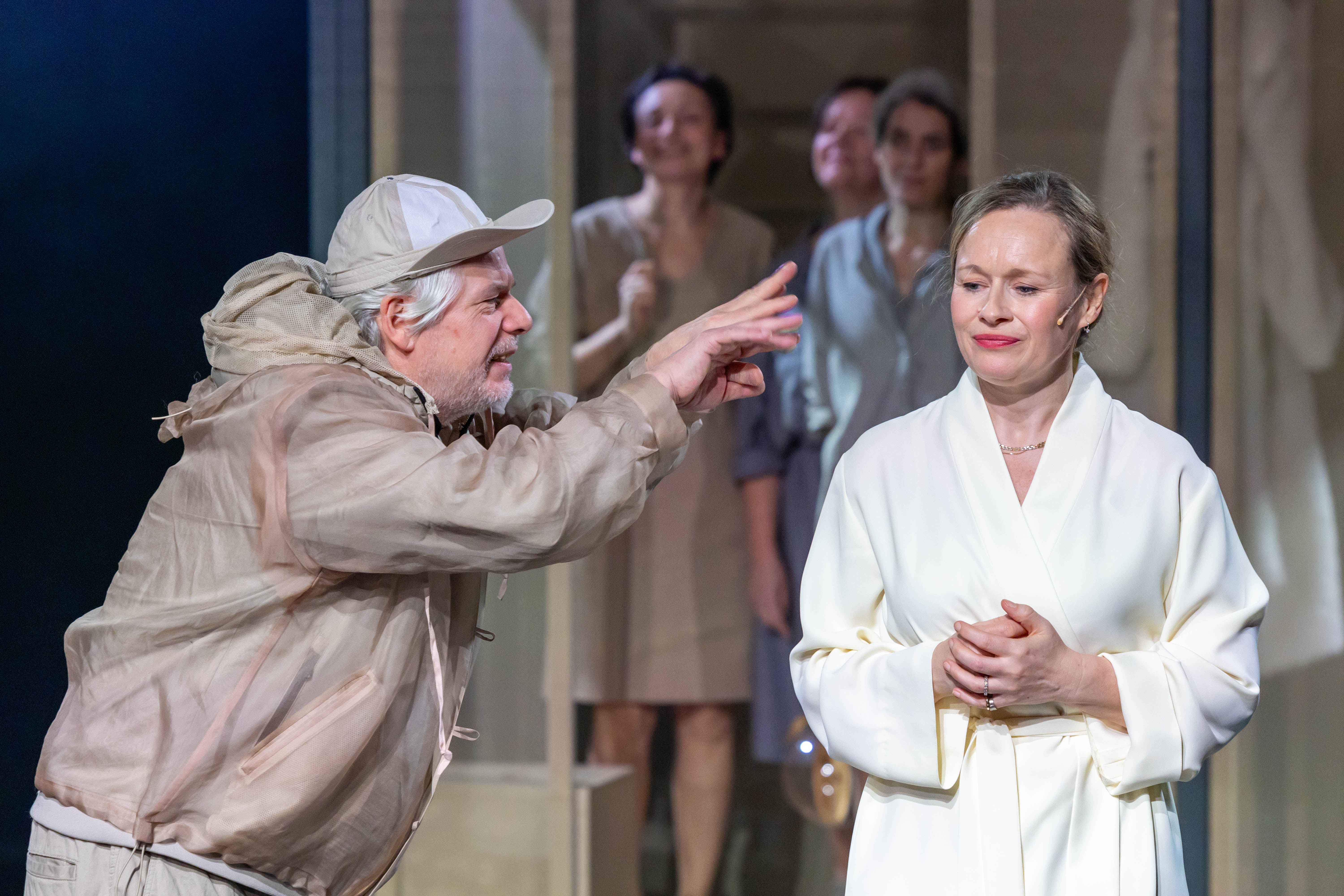
Peter René Lüdicke (2024) Deutsches Theater / Kammer

Peter René Lüdicke (* 1957 in Berlin) ist ein deutscher Theater- und Filmschauspieler.

## Leben
Lüdicke erhielt seine Schauspielausbildung von 1981 bis 1985 an der Hochschule für Schauspielkunst Ernst Busch in Berlin. Er war an zahlreichen Theatern engagiert, so an der Volksbühne am Rosa-Luxemburg-Platz in Berlin, am Schauspiel Frankfurt, am Staatstheater Hannover, dem Staatstheater Kassel, der Neuen Bühne Senftenberg, dem Theater Magdeburg, dem Schauspielhaus Zürich, dem Deutschen Schauspielhaus in Hamburg und dem Maxim-Gorki-Theater in Berlin. Von 2008 bis 2013 war er festes Ensemblemitglied am Centraltheater Leipzig. Dort spielte er in Der gute Mensch von Sezuan, Der Zauberberg, Fanny und Alexander, Paris, Texas, Pension Schöller sowie Publikumsbeschimpfung.
Von 2013 bis 2018 gehörte er als festes Mitglied dem Ensemble des Schauspiel Stuttgart an.
Lüdicke arbeitete u. a. mit den Regisseuren Frank Castorf, Andreas Kriegenburg, Sebastian Hartmann, Leander Haußmann, Martin Laberenz, Sebastian Baumgarten, Robert Borgmann, Amina Gusner, Armin Petras, Luk Perceval und Claus Peymann zusammen.
Mit Katja Riemann stand er u. a. in Hedda Gabler im Hans Otto Theater in Potsdam sowie in Szenen einer Ehe in der Komödie am Kurfürstendamm auf der Bühne.
Ab der Spielzeit 2019/20 ist Lüdicke festes Ensemblemitglied am Deutschen Theater Berlin. Er spielt u.a in Hasta la Westler, Baby!, Franziska Linkerhand, Lear und Hunger. Peer Gynt.
Neben seinen Engagements am Theater spielte Lüdicke immer wieder in Film- und Fernsehproduktionen, u. a. im Polizeiruf 110, im Großstadtrevier sowie im Tatort. In dem Kinofilm Whatever Happens Next spielte er 2018 Klinger.

## Filmografie (Auswahl)
- 1986: Polizeiruf 110: Bedenkzeit (Fernseh-Reihe)
- 1990: Rheinsberg
- 1992: Der Besucher
- 1994: Polizeiruf 110: Keine Liebe, kein Leben
- 1995: Für alle Fälle Stefanie – Reizende Nachbarn (Fernseh-Serie)
- 1996: Mona M. – Mit den Waffen einer Frau
- 1999: No Sex
- 2001: Ich kämpfe, solange du lebst
- 2003: Im Namen des Gesetzes – Blinde Liebe (Fernseh-Serie)
- 2007: Großstadtrevier – Rufmord (Fernseh-Serie)
- 2018: Whatever Happens Next
- 2021: Tatort: Die dritte Haut (Fernsehreihe)
- 2021: Polizeiruf 110: An der Saale hellem Strande
- 2021: Das Mädchen mit den goldenen Händen
- 2021: Fly
- 2022: Polizeiruf 110: Abgrund
- 2023: SOKO Leipzig: Tödliches Schweigen

## Hörspiele (Auswahl)
- 1989: Jorge Amado: Das Märchen vom gestreiften Kater und der Schwalbe Sinha (Assistent von Prof. Käuzchen) – Regie: Barbara Plensat (Hörspielbearbeitung – Rundfunk der DDR)
- 1991: Brüder Grimm: Sex-Märchen zur Nacht: Schneewittchen (Jäger) – Regie: Barbara Plensat (Hörspielbearbeitung, Kurzhörspiel – Funkhaus Berlin)
- 1991: Etty Hillesum: Das schwarze Zimmer. Nach den Tagebüchern der Etty Hillesum (Daan) – Regie: Barbara Plensat (Hörspielbearbeitung – Funkhaus Berlin)